# Février 2014
Février 2014 est le 2e mois de l'année 2014.

## Évènements
- 2 février :
  - Élection présidentielle (premier tour) et législatives au Costa Rica ;
  - Élection présidentielle au Salvador (premier tour) ;
  - Élections législatives en Thaïlande.
- 7 au 23 février : Jeux olympiques d'hiver à Sotchi en Russie.
- 9 février : l'initiative populaire « Contre l'immigration de masse » est approuvée en Suisse.
- 10 février : Els Borst, ancienne ministre néerlandaise de la Santé qui avait fait dépénaliser l'euthanasie en 2001, est tuée.
- 13 février : mise en service de la centrale solaire d'Ivanpah en Californie.
- 14 février : démission d'Enrico Letta, président du Conseil des ministres d'Italie.
- 15 février :
  - Nouveau gouvernement d'union nationale dirigé par Tammam Salam au Liban ;
  - Les pourparlers de « Genève 2 » sur la Syrie sont suspendus sans résultat[1].
- 18 au 20 février : lors du mouvement contestataire en Ukraine, trois jours d'affrontements font plus d'une soixantaine de morts.
- 20 février : élection de l'Assemblée constituante libyenne.
- 21 février : en Ukraine, un accord entre le président et l'opposition prévoit, entre autres, le retour à la Constitution de 2004 et une élection présidentielle dans l'année[2].
- 22 février :
  - En Italie, formation du gouvernement Renzi qui succède au gouvernement Letta.
  - En Ukraine, le Parlement vote la libération de l’opposante Ioulia Tymochenko, la destitution du président et la tenue d’une nouvelle élection présidentielle. L’ex-président Viktor Ianoukovytch, a quitté Kiev investie par le mouvement contestataire. Oleksandr Tourtchynov assure l’intérim jusqu’à l’élection prévue en 2014.
  - Joaquín Guzmán est arrêté par la marine mexicaine à Mazatlán dans le cadre d'une opération coordonnée avec la DEA des États-Unis.
- 23 février : début des manifestations dans l'Est et le Sud de l'Ukraine.
- 24 février : en Égypte, le gouvernement Hazem el-Beblawi démissionne[3].
- 25 février :
  - Ibrahim Mahlab est désigné pour former un nouveau gouvernement en Égypte.
  - Massacre de Buni Yadi au Nigeria : 59 lycéens sont tués.
- 27 février : le gouvernement Yatseniouk est nommé en Ukraine.

## Sources
1. ↑  LeMonde.fr, 18 février 2014
2. ↑  LeMonde.fr le 21 février 2014
3. ↑  LeMonde.fr le 24 février 2014